# Grand Prix de Tennis de Lyon 2007
Il Grand Prix de Tennis de Lyon 2007 è stato un torneo di tennis giocato sul sintetico indoor.  
È stata la 21ª edizione del Grand Prix de Tennis de Lyon, 
che fa parte della categoria International Series nell'ambito dell'ATP Tour 2007.
Il torneo si è giocato al Palais des Sports de Gerland di Lione in Francia, dal 22 al 28 ottobre 2007.

## Campioni

### Singolare
Sébastien Grosjean ha battuto in finale  Marc Gicquel con il punteggio di 7–6(5), 6–4

### Doppio
Sébastien Grosjean /  Jo-Wilfried Tsonga hanno battuto in finale  Łukasz Kubot /  Lovro Zovko con il punteggio di 6–4, 6–3